# Clinchamps-sur-Orne
Clinchamps-sur-Orne är en kommun i departementet Calvados i regionen Normandie i norra Frankrike. Kommunen ligger i kantonen Bourguébus som ligger i arrondissementet Caen. År 2018 hade Clinchamps-sur-Orne 1 257 invånare.

## Befolkningsutveckling
Antalet invånare i kommunen Clinchamps-sur-Orne
Referens: INSEE